# Heterandria
 Heterandria  és un gènere de peixos de la família dels pecílids i de l'ordre dels ciprinodontiformes.

## Taxonomia
- Heterandria anzuetoi (Rosen i Bailey, 1979)
- Heterandria attenuata (Rosen i Bailey, 1979)
- Heterandria bimaculata (Heckel, 1848)
- Heterandria cataractae (Rosen, 1979)
- Heterandria dirempta (Rosen, 1979)
- Heterandria formosa (Girard, 1859)
- Heterandria jonesii (Günther, 1874)
- Heterandria litoperas (Rosen i Bailey, 1979)
- Heterandria obliqua (Rosen, 1979)[1][2][3][4][5]